# Équipe du Danemark féminine de handball
Cet article concerne l'équipe féminine. Pour l'équipe masculine, voir Équipe du Danemark masculine de handball.
Maillots
Dernière mise à jour : 22 mai 2025.

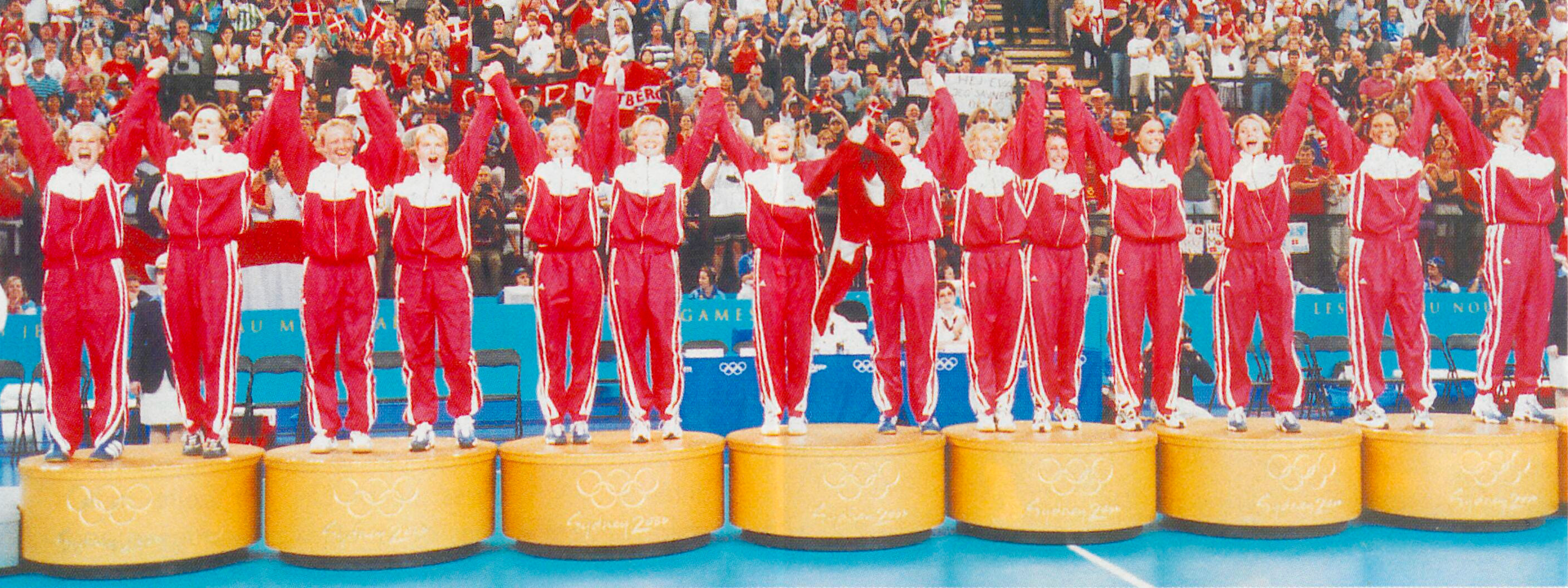
Les Danoises sont championnes olympiques en 2000.

L'équipe du Danemark féminine de handball représente la Fédération du Danemark de handball lors des compétitions internationales, notamment aux tournois olympiques, aux championnats du monde et aux championnats d'Europe. 
Elle est la première et à ce jour la seule équipe à avoir remporté les Jeux olympiques trois fois d'affilée (1996, 2000, 2004). 
En 1997 et après sa victoire lors du championnat du monde organisé en Allemagne, elle est devenue la deuxième sélection à avoir gagné les trois compétitions majeures (Jeux olympiques, championnat du monde, championnat d'Europe) après la Corée du Sud en 1995. La Norvège a par la suite également réussi cet exploit en remportant le tournoi olympique en 2008.
Depuis la période faste entre 1993 et 2004, le Danemark n'a plus remporté de compétition majeure et a dû attendre l'Euro 2022 pour à nouveau atteindre une finale.

## Palmarès
Jeux olympiques
-  Vainqueur en 1996, 2000 et 2004.
-  Troisième en 2024.

Championnats du monde
-  Vainqueur en 1997.
-  Finaliste en 1962 et 1993.
-  Troisième en 1995, 2013, 2021 et 2023.
- 4e place en 2001, 2005 et 2011.

Championnats d'Europe
-  Vainqueur en 1994, 1996 et 2002.
-  Finaliste en 1998, 2004, 2022 et 2024.
- 4e place en 2010 et 2016.

## Parcours détaillé

### Jeux olympiques
- 1976 à 1992 : Non qualifiée
- 1996 :  1re
- 2000 :  1re
- 2004 :  1re
- 2008 : Non qualifiée
- 2012 : 9e
- 2016 : Non qualifiée
- 2020 : Non qualifiée
- 2024 :  3e

### Championnats du monde
- 1957 : 5e
- 1962 :  2e
- 1965 : 5e
- 1971 : 6e
- 1973 : 7e
- 1975 : 9e
- 1978 à 1986 : Non qualifiée
- 1990 : 10e
- 1993 :  2e
- 1995 :  3e
- 1997 :  1re
- 1999 : 6e
- 2001 : 4e
- 2003 : 13e
- 2005 : 4e
- 2007 : Non qualifiée
- 2009 : 5e
- 2011 : 4e
- 2013 :  3e
- 2015 : 6e
- 2017 : 6e
- 2019 : 9e
- 2021 :  3e
- 2023 :  3e

### Championnats d'Europe
- 1994 :  1re
- 1996 :  1re
- 1998 :  2e
- 2000 : 10e
- 2002 :  1re
- 2004 :  2e
- 2006 : 11e
- 2008 : 11e
- 2010 : 4e
- 2012 : 5e
- 2014 : 7e
- 2016 : 4e
- 2018 : 8e
- 2020 : 4e
- 2022 :  2e
- 2024 :  2e

| - 2005 : 6e - 2006 : 3e - 2007 : 4e - 2008 : 2e - 2009 : 4e - 2010 : 4e - 2011 : 7e | - Trophée des Carpates 1997 – Vainqueur - Coupe Møbelringen 2002 – Vainqueur - Coupe Møbelringen 2003 – 3e - Coupe Møbelringen 2005 – Vainqueur - Coupe Møbelringen 2007 – 3e - Coupe Møbelringen 2008 – 3e - Coupe Møbelringen 2010 – Finaliste - Coupe Møbelringen 2012 – Finaliste - Golden League 2012/13 – Vainqueur - Golden League 2014/15 – Vainqueur - Golden League 2016/17 – 3e |

## Personnalités liées à la sélection

### Effectif actuel
L'effectif de l'équipe Jeux olympiques de 2024 est :

### Joueuses dans l'équipe-type d'une compétition
Meilleure handballeuse de l'année
- Anja Andersen : meilleure handballeuse de l'année 1997
- Sandra Toft : meilleure handballeuse de l'année 2021

Meilleure joueuse
- Anja Andersen : Championnat d'Europe 1996
- Karin Mortensen : Championnat d'Europe 2002

Membre de l'équipe-type
- Anette Hoffmann : Championnat du monde 1995, Jeux olympiques 2000
- Anja Andersen : Jeux olympiques 1996
- Susanne Munk Wilbek : Jeux olympiques 1996, Championnat du monde 1997
- Camilla Andersen : Championnat du monde 1997, Championnat d'Europe 1998
- Tonje Kjærgaard : Championnat d'Europe 1998, Championnat du monde 1999
- Janne Kolling : Championnat d'Europe 1998, Jeux olympiques 2000
- Mette Vestergaard : Championnat du monde 2001
- Kristine Andersen : Championnat d'Europe 2002
- Line Daugaard : Championnat d'Europe 2002, Jeux olympiques 2004
- Karin Mortensen : Championnat d'Europe 2002, Championnat d'Europe 2004
- Rikke Schmidt : Jeux olympiques 2004
- Katrine Fruelund : Jeux olympiques 2004
- Josephine Touray : Championnat d'Europe 2004
- Mie Augustesen : Championnat d'Europe 2010
- Maibritt Kviesgaard : Championnat d'Europe 2010
- Line Jørgensen : Championnat du monde 2011
- Maria Fisker : Championnat du monde 2013, Championnat d'Europe 2014
- Kristina Kristiansen : Championnat d'Europe 2014
- Sandra Toft : Championnat d'Europe 2016, Championnat d'Europe 2020, Championnat du monde 2021
- Line Haugsted : Championnat d'Europe 2020
- Emma Friis : Championnat d'Europe 2022
- Kathrine Heindahl : Championnat d'Europe 2022

### Statistiques des joueuses
| Joueuse                | Matchs |
| ---------------------- | ------ |
| Janne Kolling          | 250    |
| Karin Mortensen        | 233    |
| Lene Rantala           | 230    |
| Trine Østergaard       | 207    |
| Sandra Toft            | 195    |
| Camilla Andersen       | 194    |
| Anne Mette Hansen      | 191    |
| Katrine Fruelund       | 184    |
| Anette Hoffmann        | 183    |
| Louise Burgaard        | 183    |
| Mette Vestergaard      | 181    |
| Anne-Marie Nielsen     | 180    |
| Susanne Munk Lauritsen | 171    |
| Annette Dahl           | 164    |
| Kristina Kristiansen   | 155    |
| Rikke Skov             | 152    |
| Line Jørgensen         | 149    |
| Stine Jørgensen        | 149    |
| Helle Petersen (sv)    | 148    |
| Kathrine Heindahl      | 145    |
| Marianne Vilstrup (sv) | 140    |
| Karen Brødsgaard       | 140    |
| Tonje Kjærgaard        | 139    |
| Ann Grete Nørgaard     | 139    |
| Kristina Jørgensen     | 137    |
| Pernille Holmsgaard    | 136    |
| Gitte Sunesen          | 135    |
| Trine Troelsen         | 134    |
| Anja Andersen          | 133    |
| Susan Thorsgaard       | 131    |
| Althea Reinhardt       | 131    |

| Joueuse              | Buts | Matchs | Moy. |
| -------------------- | ---- | ------ | ---- |
| Camilla Andersen     | 846  | 194    | 4,36 |
| Janne Kolling        | 756  | 250    | 3,02 |
| Anja Andersen        | 725  | 133    | 5,45 |
| Anette Hoffmann      | 641  | 183    | 3,50 |
| Anne Mette Hansen    | 576  | 191    | 3,02 |
| Katrine Fruelund     | 570  | 184    | 3,10 |
| Ann Grete Nørgaard   | 549  | 139    | 3,95 |
| Mette Vestergaard    | 519  | 181    | 2,87 |
| Stine Jørgensen      | 493  | 149    | 3,31 |
| Trine Østergaard     | 414  | 207    | 2,00 |
| Lotte Kiærskou       | 414  | 111    | 3,73 |
| Kristina Jørgensen   | 398  | 137    | 2,91 |
| Rikke Skov           | 384  | 152    | 2,53 |
| Josephine Touray     | 383  | 123    | 3,11 |
| Louise Burgaard      | 379  | 183    | 2,07 |
| Kristina Kristiansen | 378  | 155    | 2,44 |
| Birte Carlsen (sv)   | 375  | 113    | 3,32 |
| Line Jørgensen       | 352  | 149    | 2,36 |
| Henriette Mikkelsen  | 346  | 81     | 4,27 |
| Tonje Kjærgaard      | 342  | 139    | 2,46 |
| Vibeke Nielsen       | 341  | 123    | 2,77 |
| Trine Troelsen       | 341  | 134    | 2,54 |
| Helle Petersen (sv)  | 310  | 148    | 2,09 |
| Line Daugaard        | 307  | 103    | 2,98 |
| Kristine Andersen    | 305  | 106    | 2,88 |
| Camilla Dalby        | 303  | 108    | 2,81 |
| Anne-Marie Nielsen   | 301  | 180    | 1,67 |

### Sélectionneurs
| Période     | Sélectionneurs        | Palmarès |
| ----------- | --------------------- | --- |
| depuis 2025 | Helle Thomsen         | - |
| 2020-2025   | Jesper Jensen         | Jeux olympiques : (2024) · Championnats du monde : (2021 et 2023) · Championnats d'Europe : (2022 et 2024)       |
| 2015-2020   | Klavs Bruun Jørgensen | - |
| 2007-2014   | Jan Pytlick           | Championnats du monde : (2013)                                                                                   |
| 2006-2007   | Brian Lyngholm        | - |
| 1998-2006   | Jan Pytlick           | Jeux olympiques : (2000 et 2004) · Championnats d'Europe : (2002), (1998 et 2004).                               |
| 1991-1998   | Ulrik Wilbek          | Jeux olympiques : (1996) · Championnats du monde : (1997), (1993), (1995) · Championnats d'Europe : (1994, 1996) |
| 1986-1990   | Ole Eliasen           | - |
| 1982-1985   | Flemming Skovsen      | - |
| 1980-1981   | Jørgen Andersson      | - |
| 1976-1980   | Allan Lund            | - |
| 1969-1976   | Hans Erik Nielsen     | - |
| 1965-1968   | Knud Knudsen          | - |
| 1963-1965   | Else Birkemose        | - |
| 1959-1963   | Jørgen Absalonsen     | Championnats du monde : (1962)                                                                                   |
| 1946-1958   | Knud Knudsen          | |